# Masayuki Yanai
| 3867 Shiretoko         | 16 aprile 1988    |
| 3915 Fukushima         | 15 agosto 1988    |
| 4263 Abashiri          | 7 settembre 1989  |
| 4557 Mika              | 14 dicembre 1987  |
| 4771 Hayashi           | 7 settembre 1989  |
| 5121 Numazawa          | 15 gennaio 1989   |
| 5174 Okugi             | 16 aprile 1988    |
| 5374 Hokutosei         | 4 gennaio 1989    |
| 6562 Takoyaki          | 9 novembre 1991   |
| 6707 Shigeru           | 13 novembre 1988  |
| 7828 Noriyositosi      | 28 settembre 1992 |
| 8182 Akita             | 1º ottobre 1992   |
| 10117 Tanikawa         | 1º ottobre 1992   |
| 11280 Sakurai          | 9 ottobre 1989    |
| 11494 Hibiki           | 2 novembre 1988   |
| 11546 Miyoshimachi     | 28 ottobre 1992   |
| 12746 Yumeginga        | 16 novembre 1992  |
| 13561 Kudogou          | 23 settembre 1992 |
| 13564 Kodomomiraikan   | 19 ottobre 1992   |
| 14441 Atakanoseki      | 21 settembre 1992 |
| 14443 Sekinenomatsu    | 1º ottobre 1992   |
| 14901 Hidatakayama     | 21 settembre 1992 |
| 17516 Kogayukihito     | 28 ottobre 1992   |
| 22346 Katsumatatakashi | 28 settembre 1992 |
| 23465 Yamashitakouhei  | 24 ottobre 1989   |
| 24757 Kusano           | 1 novembre 1992   |

Masayuki Yanai (箭内政之; Kitami, 1959) è un astronomo giapponese.
Il Minor Planet Center gli accredita le scoperte di ventisette asteroidi, effettuate tra il 1987 e il 1992, tutte in collaborazione con Kazuro Watanabe.
Gli è stato dedicato l'asteroide 4260 Yanai.